# Artemisia californica
Artemisia californica es una especie de planta fanerógama perteneciente a la familia Asteraceae; es un arbusto que crece en matorrales costeros, chaparrales y comunidades con poca humedad al pie de colinas desde los 800 m s. n. m. de altura. Es nativa de  California y Baja California.

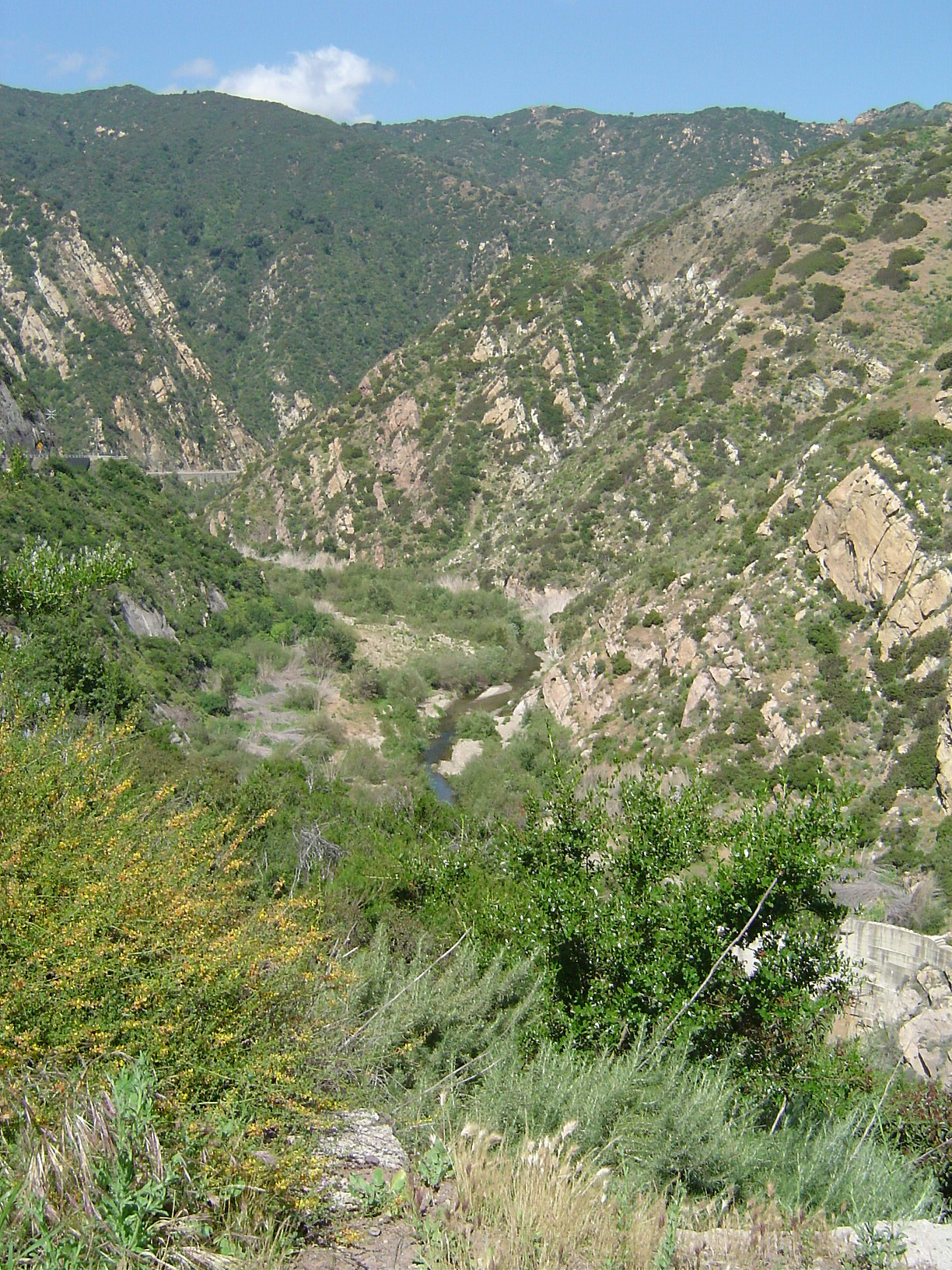
En su hábitat

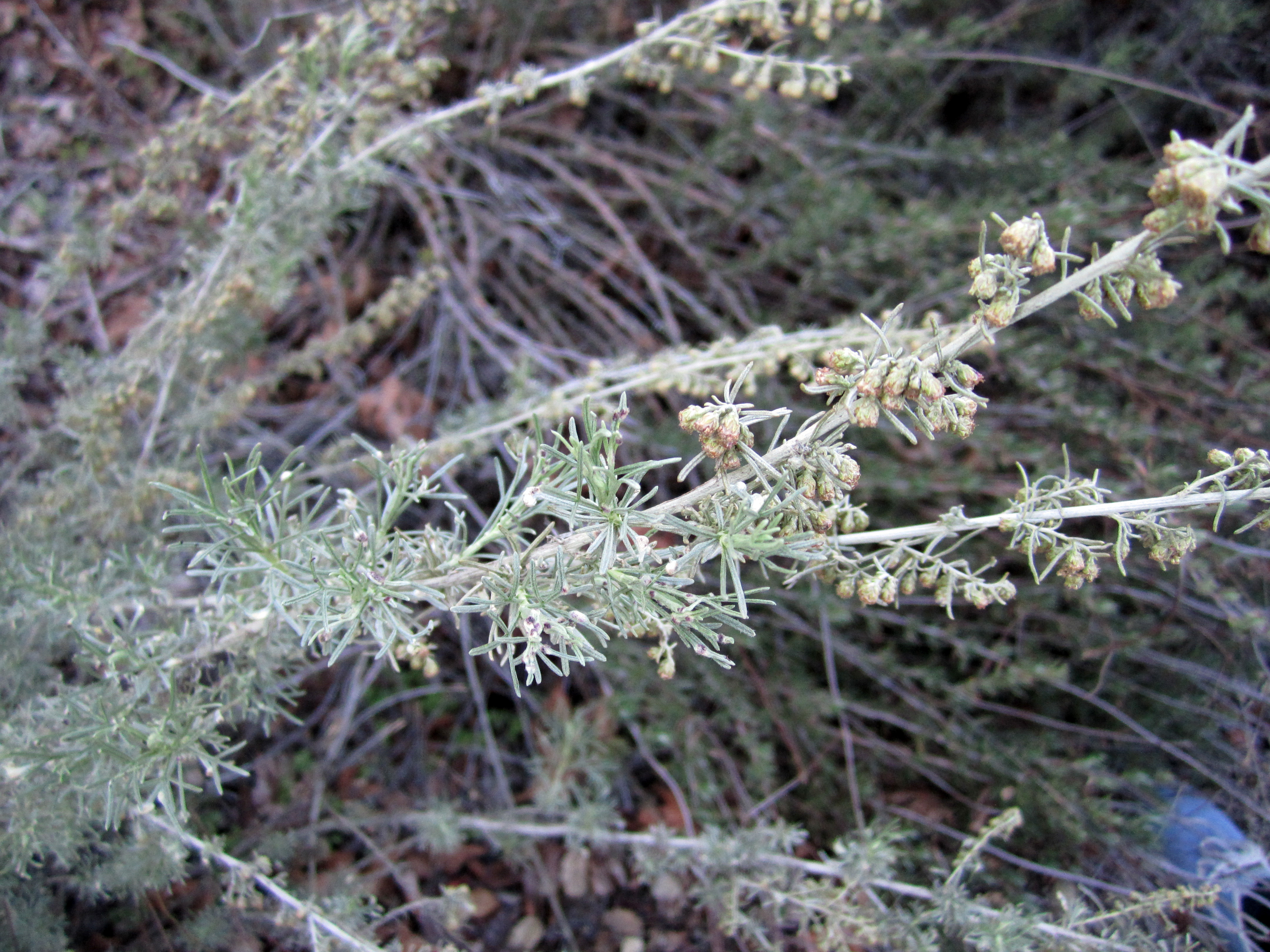
En flor

## Características
La planta ramifica desde la base y crece a su alrededor alcanzando una altura de 150-250 cm. Los tallos son flexibles y glabros. Las hojas de 1–10 cm de longitud son pinnadas, divididas en 2-4 lóbulos de al menos 5 cm de longitud y menos de 1 mm de ancho.  Las hojas son velludas y de color verde pálido a gris.  Las flores de color amarillento se encuentran en capítulos. Los frutos producidos tienen de 0.8 a 1.5 mm de longitud y son resinosos.

## Hábitat & cultivo
Artemisia californica necesita lugares soleados, precisa poca agua y ninguna en los meses de verano. La planta revive después de un fuego por semillas o por plantas quemadas que pueden volver a crecer. Se dice que es aleopático: con un secreto principio químico en su interior que inhibe a otras plantas crecer alrededor del arbusto.
Los animales raramente se alimentan de Artemisia californica, pero provee de buena cobertura a pequeños pájaros y otros animales que pueden vivir entre sus tallos.

## Usos
Artemisia californica puede utilizarse como especie y también puede tomarse como té. Se ha usado en el pasado para el tratamiento de toses y resfriados.
Este arbusto se usa para rehabilitar terrenos degradados cercanos a la costa.

## Taxonomía
Artemisia californica fue descrita por Christian Friedrich Lessing y publicado en Linnaea 6(3): 523. 1831.
Etimología
Hay dos teorías en la etimología de Artemisia: según la primera, debe su nombre a Artemisa, hermana gemela de Apolo y diosa griega de la caza y de las virtudes curativas, especialmente de los embarazos y los partos . según la segunda teoría, el género fue otorgado en honor a Artemisia II, hermana y mujer de Mausolo, rey de la Caria, 353-352 a. C., que reinó después de la muerte del soberano. En su homenaje se erigió el Mausoleo de Halicarnaso, una de las siete maravillas del mundo. Era experta en botánica y en medicina.
californica: epíteto geográfico que se refiere a su localización en California.
Sinonimia
- Artemisia abrotanoides Nutt.
- Artemisia fischeriana Besser
- Artemisia fischeriana var. vegetior Besser
- Artemisia foliosa Nutt.
- Crossostephium californicum (Less.) Rydb[3]